# Crash of the Titans
Crash of the Titans è un videogioco di genere piattaforme e hack and slash, quattordicesimo episodio della serie di Crash Bandicoot, uscito il 2 ottobre 2007 negli Stati Uniti, il 12 in Europa e il 25 in Australia.
Il titolo è un gioco di parole tra il modo di dire "clash of the titans" (in italiano "scontro tra titani") e il nome di Crash Bandicoot.

## Trama
Il gioco vede il ritorno del dottor Neo Cortex, che raduna attorno a sé la sua banda, formata da se stesso, da sua nipote Nina, dal dottor N. Gin, da Tiny Tiger, Dingodile (quest'ultimo presente solo nelle versioni Nintendo DS e GameBoy Advance) e da Uka Uka. Cortex apprende da quest'ultimo come usare l'aura magica dell'Isola Wumpa per creare il Raggio Evolvo, un potente macchinario alimentato dall'aura e capace di usarne il potere per trasformare la fauna dell'isola in un'armata di giganteschi mutanti chiamati titani, di cui intende servirsi per costruire lo Sterminatore, il più grande robot da guerra mai esistito, con cui annientare l'Isola Wumpa e conquistare il mondo.
All'inizio del gioco il dottor Neo Cortex e Uka Uka congelano Crunch e rapiscono Coco e Aku Aku, così Crash si mette alla loro ricerca. Crash ritrova presto Aku Aku nella giungla e inizia a combattere i tirapiedi di Cortex ed i titani da lui lasciati sul percorso, controllandoli e guidandoli come il proprio corpo grazie all'incantesimo del crashamento di Aku Aku. Crash giunge al Tempio Wumpa, dove incontra Cortex, che spiega al Bandicoot il suo piano. Uka Uka fugge alla base assieme a Coco e all'aura rubata dal tempio, mentre Cortex gli copre la fuga, aiutato da altri titani. Crash però non si fa problemi a metterlo fuori gioco, ed Uka Uka, furibondo per l'ennesimo fallimento di Neo Cortex, sostituisce quest'ultimo con la nipote Nina. Crash raggiunge la miniera di Tiny, dove sconfigge il felino, che gli rivela la sostituzione di Neo Cortex con Nina.
Successivamente Crash e Aku Aku si dirigono alla fabbrica di esplosivi di N. Gin, dove sconfiggono il cyborg. Superata la fabbrica, Crash e Aku Aku si dirigono all'albero di Uka Uka, il quale rivelerà loro che Coco sta lavorando sotto costrizione da parte di Nina alla messa in azione dello Sterminatore. Crash e Aku Aku si dirigono verso la base segreta, sconfiggono Nina e liberano Coco, mentre Neo Cortex e la nipote Nina fuggono via con una navicella di salvataggio.

## Modalità di gioco
In Crash of the Titans sono stati introdotti degli elementi in stile hack and slash, con Crash capace di effettuare delle combo di calci e pugni e in grado di resistere a più di un colpo prima di perdere una vita; in questo episodio infatti ci sarà una barra di energia, che potrà essere recuperata raccogliendo i frutti Wumpa; di conseguenza Aku Aku perde il suo classico ruolo di protettore, anche se potrà essere usato come scudo o come skateboard. Inoltre si potrà anche correre sui muri.
Anche i nemici più grandi, i Titani, resisteranno a più di un colpo, ma una volta sconfitti potranno essere guidati da Crash, che potrà sfruttare la loro potenza.
In questo capitolo inoltre le casse diventano molto rare e raramente contengono frutti wumpa, spesso infatti contengono aura, utile per potenziare le abilità di Crash.
I livelli (o episodi) sono venti, divisi in cinque gruppi. Ogni gruppo di livelli ha un proprio tipo di scagnozzo. 
Gli obiettivi di ogni livello sono:
- Tre robot Spia da trovare e distruggere
- Un numero minimo di scagnozzi da uccidere
- Un numero minimo di combo consecutive da eseguire

Ognuno dei livelli ha:
- Una Stanza dell'Aura: una massa blu galleggiante dentro la quale si può entrare. Una volta compiuta la missione da eseguire, oltre a ricevere dell'aura bonus si riceverà una bambolina voodoo che consentirà di rieseguire la stanza direttamente dalla schermata di selezione del livello.
- Una bambolina Voodoo delle Concept Art: è una bambolina rossa nascosta in un punto del livello. Raccogliendola, si sbloccherà la concept art di quel livello, che si potrà vedere nella schermata di selezione dello stesso.